# Ácido graso omega 6
Los ácidos grasos omega-6 (ω-6) son un tipo de ácido graso poliinsaturado comúnmente encontrados en los aceites vegetales y la piel de animales. Estudios recientes han encontrado que niveles excesivos de omega-6, comparado con omega-3, incrementan el riesgo de contraer diferentes enfermedades, incluyendo depresión.
Las dietas modernas normalmente tienen una proporción 10:1 de ácidos grasos omega-6 a omega-3, algunos de 30 a 1. La proporción sugerida es de 4 a 1 o menor. Los riesgos de alta concentración o consumo de omega-6 están asociados con ataques al corazón, ACV, artritis, osteoporosis, inflamación, cambios de ánimo, obesidad y cáncer. Los medicamentos modernos están hechos para tratar y controlar los efectos dañinos de los ácidos grasos omega-6.

## Características
Los ácidos grasos del tipo ω-6 son ácidos grasos insaturados por tener enlaces dobles en sus cadenas, tienen la peculiaridad de tener el primer enlace doble en el carbono de la posición 6, contando los carbonos desde el final de la cadena del ácido graso. En comparación, los ω-3 tienen su primer doble enlace en el carbono 3, y los ω-9, en el noveno carbono. Las funciones metabólicas que aprovechan a los ácidos grasos, las prefieren de cadena larga, de modo que los ω-6, de 18 carbonos y un enlace simple, son elongados a cadenas de 20 carbonos y cuatro enlaces doble (ácido araquidónico, precursor de los eicosanoides) y cadenas de 22 carbonos y seis enlaces dobles (ácido docosahexaenoico).

## Tipos
Nomenclatura: Ácido linoleico (18:2, es decir, 18 carbonos y 2 enlaces dobles), es el más corto de los ω-6, esencial.
| Nombre común            | Nomenclatura | Nombre químico                       |
| ----------------------- | ------------ | ------------------------------------ |
| Ácido linoleico         | 18:2 (n-6)   | Ácido 9,12-octadecadienoico          |
| Ácido eicosadienoico    | 20:2 (n-6)   | Ácido 11,14-eicosadienoico           |
| Ácido araquidónico      | 20:4 (n-6)   | Ácido 5,8,11,14-eicosatetraenoico    |
| Ácido docosadienoico    | 22:2 (n-6)   | Ácido 13,16-docosadienoico           |
| Ácido adrénico          | 22:4 (n-6)   | Ácido 7,10,13,16-docosatetraenoico   |
| Ácido docosapentaenoico | 22:5 (n-6)   | Ácido 4,7,10,13,16-docosapentaenoico |
| Ácido caléndico         | 18:3 (n-6)   | Ácido 8E,10E,12Z-octadecatrienoico   |

El ácido araquidónico (20:4) es el precursor de las prostaglandinas, entre otras moléculas.

## Omega-6 de origen animal
En este caso los Omega-6 aparecen en forma de araquidónico precursores de las prostaglandinas de la serie 2 que tienen un efecto contrario a las anteriores pues aumentan los procesos inflamatorios y favorecen la coagulación sanguínea. Estos ácidos grasos no son perjudiciales en sí mismos, pues cumplen funciones necesarias en el organismo, pero no hay que excederse en su consumo.